# Мельников, Борис Николаевич
Бори́с Никола́евич Ме́льников (1896—1938) — советский разведчик и дипломат.

## Биография
Родился 2 января 1896 года (21 декабря 1895 года по ст.стилю) в Селенгинске Забайкальской области. Отец — служащий городского самоуправления, мать — домохозяйка.
Учился в четырёхклассном городском училище Селенгинска, С 14 лет совмещал учёбу в Верхнеудинском реальном училище с работой.
Позже переехал в Петроград, где в 1915 году поступил на первый курс кораблестроительного отделения Петроградского политехнического института. В июне 1916 вступил в РСДРП(б).

## В Российской императорской армии
В декабре 1916 года призван в армию и командирован в Михайловское артиллерийское училище, (окончил в 1917 году). прапорщик. Февральскую революцию встретил в Петрограде.
Дальнейшую службу с июля 1917 года проходил в Иркутске, в Сибирском артиллерийском дивизионе
в должности младшего офицера,
Избран членом Иркутского Совета солдатских и рабочих депутатов.
В ноябре назначен начальником городского гарнизона, командуя которым, участвовал в революционных событиях декабря 1917, после этого стал ещё и секретарём Иркутского ревкома.
В январе 1918 демобилизовался в звании подпоручика и уехал в Троицкосавск, где избран председателем уездного совета.

## В Красной Армии
С июля 1918 года воевал в рядах Красной Армии против мятежного чехословацкого корпуса, был старшим адъютантом Сибирского верховного Красного Командования. В сентябре во время отступления попал вместе с братом Владимиром и десятью другими партизанами в плен к японцам, вывезен в Зею, затем в Хабаровск, где и пребывал до освобождения из плена в декабре, после чего нелегально на пароходе «Тверь» эмигрировал в Китай.
В Китае недолго пробыл в Чифу и Циндао, а в феврале-марте 1919 отправился в Ханькоу к своему дяде Дмитрию Михайловичу Мельникову, управляющему торгового дома «Литвинов и К». Хлопоты, предпринимаемые с целью остаться в Китае, к желаемому результату не привели, его арестовали теперь уже белые и отправили в областную тюрьму Владивостока, где он находился с 1 апреля 1919 по 31.01.1920 года.
После возвращения из заключения в начале 1920-го был командирован на Амур, член Военного Совета Временного Приморского Правительства и в то же время член Приморского областного комитета РКП(б). Работал под фамилией Брагин.
Во время японского выступления 4—5 апреля 1920 года в числе 60 человек был арестован японцами. Вместе с Мельниковым были арестованы также укрывавшиеся под чужими фамилиями члены ВС Лазо, Луцкий и секретарь обкома Сибирцев, впоследствии казнённые. Мельников 11 апреля 1920 г. был освобождён.
После освобождения был отправлен приморским обкомом на Амур, назначен комиссаром штаба Амурского фронта (июль — декабрь 1920), после комиссаром 2-й Амурской армии и членом Реввоенсовета Восточного фронта. Затем последовательно занимал должности члена РВС 2-й Амурской армии Дальневосточной Республики (21.12.1920 — 30.7.1921), военкома Амурской стрелковой дивизии (8 — 9.1921), командующего войсками Приамурского военного округа (21.9 — 18.12.1921), члена РВС Восточного фронта ДВР (18.12.1921 — 2.5.1922). После расформирования Восточного фронта откомандирован в Читу, а затем назначен заместителем Разведупра Сибири Зелджиева (март — май 1922). В марте — мае 1922 года в распоряжении Реввоенсовета Сибири. Председатель Приморского областного бюро РКП(б)
С мая 1922 Мельников в Москве в Разведотделе штаба РККА. Там они впервые встретился с Берзиным, заместителем начальника Управления. Начальник отделения агентурной части.
Учился в Московском лесотехническом институте 1922-23 год?
В мае 1923 года назначен резидентом Разведупра в Харбин, где формально являлся секретарём советского консульства. В 1924-28 начальник отделения Разведотдела Штаба РККА, одновременно зав. отделом Дальнего Востока НКИД.
Кроме того, Мельников состоял членом Китайской комиссии Политбюро ЦК РКП(б).
В октябре 1928—1929 генеральный консул в Харбине и член правления КВЖД. В 1930-31 генеральный консул в Харбине.
С июня 1931 года в чине временного поверенного замещал полпреда СССР в Японии Трояновского, уезжавшего в отпуск.
По приезде в Москву в начале 1932 года был назначен заместителем начальника Разведупра Штаба РККА.
Согласно показаниям Берзина, данным им во время следствия 7 февраля 1938 года, Мельников совместно с начальником информационно-статистического отдела Александром Никоновым и помощником заместителя начальника 2-го отдела Василием Давыдовым участвовал в разработке операции по внедрению Рихарда Зорге, вызваного в Москву в конце 1932 или начале 1933 года. Впрочем, в книгах и статьях из участников разработки упоминался разве что Оскар Стигга.

### Дальнейшая работа
В 1933-35 уполномоченный НКИД СССР при Дальневосточном крайисполкоме, в течение 1 месяца — генеральный консул СССР в Нью-Йорке.
В 1935 перешёл на партработу, по октябрь 1936 — ответственный инструктор ЦК КП(б) Украины
Затем по май 1937 — заведующий Отделом международных связей Исполнительного Комитета Коммунистического Интернационала под именем Борис Мюллер.

### Арест и следствие

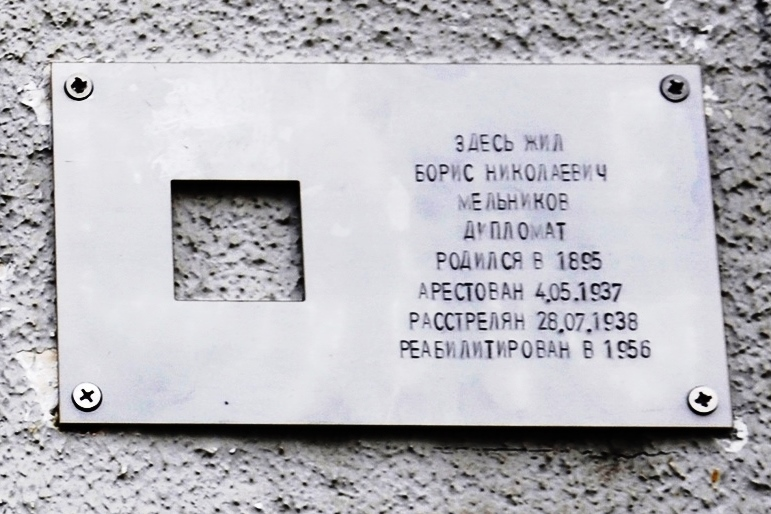
Последний адрес на доме репрессированного

28 апреля 1937 года Н. И. Ежов направил спецсообщение И. В. Сталину о Б. Н. Мельникове. После резолюции Сталина «т. Ежову. Мельникова и „окружение“ надо арестовать» 4 мая 1937 был арестован.
В протоколах допросов (некоторые из них проводил Д. З. Апресян) показал, что якобы ещё в 1918 году «был вместе с остальными попавшими в плен партизанами завербован адъютантом штаба японской дивизии Ямадзаки», однако до 1923 года не поддерживал контактов с японской разведки до случайной встречи со своим вербовщиком в Харбине. Затем якобы стал передавать секретную информацию поверенному в делах Сато, послу Танаке и работавшему под прикрытием второго секретаря посольства капитану 3-го ранга Миядзаки.
В числе японских агентов назвал В. В. Давыдова, А. Я. Климова, А. Б. Аскова, переводчика Полпредства в Токио Клётного и референта отдела Дальнего Востока НКИД по Японии М. М. Янковскую.
Кроме того, Мельников показал, что якобы с 1933 работал и на Германию, будучи завербован А. Л. Абрамовым-Мировым
Всё это в сочетании с признанием в троцкизме, привело к тому, что начавшееся в 25 ноября в 14:00 судебное заседание завершилось уже в 14.20 смертным приговором. Однако, ещё восемь месяцев Мельников сдавал дела преемникам. Расстрелян 28.7.1938.
Посмертно реабилитирован 10 марта 1956 года.
10 декабря 2014 года в Москве на фасаде дома 2/6 в Хоромном тупике был установлен мемориальный знак «Последний адрес» Бориса Николаевича Мельникова.

## Семья
Жена — Нина Исидоровна Мельникова-Гуковская (1901—1992), дочь первого наркома финансов РСФСР И. Э. Гуковского, учительница русского языка и литературы, сотрудник Наркомпроса, в 1937 году — секретарь парткома завода твёрдых сплавов; двое детей. От первого брака имел сына Алексея Борисовича Мельникова (военного химика, кавалера ордена «Красной Звезды» за героические действия на Белорусском фронте в 1944 году).

## Награды
- Орден Красного Знамени (21.2.1933) — «за исключительную храбрость, мужество и умелое руководство боевыми действиями» (в боях за Иркутск) и в ознаменование 15-й годовщины РККА. Представление к награждению подписали Постышев, Блюхер и Берзин.